# Mariam Vardanian

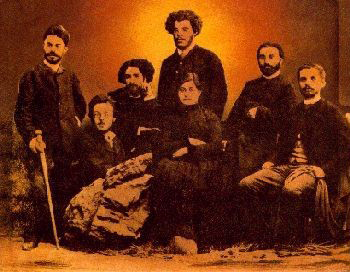
Mariam Vardanian (Mitte, sitzend), Gründungsmitglieder der Huntschak-Partei (ca. 1887)

Mariam Vardanian, auch bekannt als Maro Nazarbek (geboren 1864 in Tiflis, Georgien; gestorben 1941 ebenda) war eine armenische Politaktivistin und Revolutionärin im Russischen Reich. Sie gehörte 1887 zu den Mitgründern der armenischen Sozialdemokratischen Huntschak-Partei.

## Leben und Wirken
Mariam Vardanian wuchs in Tiflis auf. Nach ihrer Gymnasialbildung absolvierte sie zwischen 1881 und 1885 einen sogenannten Höheren Kurs für Frauen in St. Petersburg. Da sie sich bereits in jungen Jahren in linken Gruppen organisiert hatte, verließ sie Russland und lebte vorerst in Paris. Später zog sie nach Genf, wo sie an der Universität Genf studierte.
Im August 1887 gründete sie in Genf gemeinsam mit sieben russisch-armenischen, marxistischen Studierenden die erste revolutionäre Partei, bekannt als Sozialdemokratische Huntschak-Partei. Ihr Name war von der Zeitschrift Huntschak abgeleitet und bedeutete im übertragenen Sinne Fanfare. Diese armenische Partei operierte insbesondere im Osmanischen Reich sowie in Persien. Ziel der Politaktivisten war es, die vollständige Unabhängigkeit Armeniens vom Osmanischen Reich zu erlangen.
1887 wurde Vardanian Redaktionsmitglied der Zeitschrift Huntschak sowie Mitglied des Zentralkomitees der Huntschak-Partei. Aufgrund unterschiedlicher politischer Auffassungen spaltete sich 1896 die Partei in zwei politische Lager. Von diesem Zeitpunkt an leitete Vardanian gemeinsam mit Avetis Nazarbekian, ihrem zeitweiligen Ehemann, den linken, sozialistischen Flügel. In den Jahren 1901–1904 traf sie sich mehrfach mit Wladimir Ilitsch Lenin in Paris, worüber sie später in Memoiren schrieb, die allerdings nie veröffentlicht wurden.
Ab 1904 war Vardanian an revolutionären Aktivitäten im Russischen Reich beteiligt. Im Jahr 1910 wurde sie von den zaristischen Behörden verhaftet und nach Sibirien verbannt. Nach der Februarrevolution 1917 konnte sie nach Tiflis zurückkehren und stellte ihre Arbeit der neu errichteten Sowjetmacht zur Verfügung. Im Jahr 1925 wurde sie in Tiflis in die Kommunistische Partei der Sowjetunion aufgenommen.
Mariam Vardanian war mit ihrem Parteikollegen Avetis Nazarbekian verheiratet. Das Paar hatte zwei Kinder. Die Ehe wurde vor 1927 geschieden.